# Freddy Montaña
Montaña  Cadena est un nom espagnol. Le premier nom de famille, en général paternel, est Montaña ; le second, en général maternel, souvent omis, est Cadena.
Freddy Montaña (né le 23 novembre 1982 à Aquitania, département de Boyacá) est un coureur cycliste colombien, membre de l'équipe EPM. Il est, notamment, monté deux fois sur le podium du Tour de Colombie en 2009 et en 2011, et a fini troisième du Clásico RCN 2010.

## Repères biographiques
Freddy Montaña se présente au Tour de Colombie 2011 avec la ferme intention de l'emporter. Toujours aux avant-postes, il monte sur le podium lors de la dernière étape, un contre-la-montre en côte, qu'il remporte.
En septembre, il gagne la Vuelta a Cundinamarca et y remporte deux étapes. Il s'empare du maillot de leader grâce à son succès dans la troisième étape, particulièrement accidentée et le lendemain, il réalise le meilleur temps dans un autre contre-la-montre en côte, s'octroyant ainsi la victoire finale.
Fin février, lors de la présentation de sa nouvelle équipe, il annonce ses objectifs pour l'année 2012, gagner le Tour de Colombie et le Clásico RCN. Il quitte l'équipe de sa région natale Boyacá Orgullo de América avec nostalgie, pour intégrer l'équipe continentale Movistar, assurant ne pouvoir laisser passer une telle opportunité de bien figurer, tant au niveau national que continental. Il justifie des objectifs élevés par la qualité des ressources humaines et matérielles de sa nouvelle formation. Dès sa première course en Colombie, la Clásica de Cómbita, il démontre cette qualité en remportant le contre-la-montre en côte, et ce en battant le record que détenait Nairo Quintana. (Devant le mauvais état des routes que devaient emprunter les coureurs, son équipe se retire et le prive du titre.)
À la mi-avril, il dispute la Clásica Panavial de Tulcán. Il gagne la première étape en solitaire et endosse le maillot de leader jusqu'au contre-la-montre en côte de la pénultième étape, où malgré sa troisième place, il doit céder face à son coéquipier Óscar Soliz. Il termine, néanmoins, deuxième de l'épreuve.

### Année 2013
Après un début de saison 2013, commencé à la Vuelta al Valle par une vingt-neuvième place, sans relief, Freddy Montaña est le seul à s'opposer à l'hégémonie des EPM - UNE dans la Clásica de Fusagasugá. En attaquant dans la deuxième étape, la plus accidentée de l'épreuve, il monte sur le podium final.
Quinze jours plus tard, Montaña réalise la même performance à la Vuelta al Tolima. Sous son impulsion, il s'isole avec Óscar Sevilla et deux autres coureurs dans l'étape-reine de l'épreuve. Ce qui lui permet de finir troisième de la course, deux jours plus tard. Début mai, il participe à la domination exercée par sa formation sur la Clásica Panavial - Ciudad de Tulcán. Il profite de ses capacités de grimpeur pour remporter, en solitaire, la troisième étape.
Puis arrive l'épreuve majeur du calendrier national colombien, le Tour de Colombie. Montaña espère y jouer le titre. Même s'il achève l'épreuve loin du podium convoité (treizième), il remporte néanmoins une victoire d'étape. Il perd cinq minutes lors de la septième et toute chance de bien figurer au classement final. Dans la onzième, à cinq kilomètres de l'arrivée, il s'échappe, sans réelle opposition, du groupe des favoris, auquel il appartenait, et malgré les attaques incessantes de son compagnon de fugue, John Martínez, Montaña s'impose.

### Fin de carrière cycliste
Pendant le Clásico RCN, le 28 septembre 2019, il est détecté lors d'un contrôle antidopage de l'Isométheptène, généralement utilisé pour les migraines et maux de tête. En janvier 2022, Montaña est sanctionné d'une année de suspension, jusqu'au 21 janvier 2023.

## Palmarès
| - 2005 - 3e étape du Doble Copacabana GP Fides (contre-la-montre par équipes) - 2006 - 2e du Doble Copacabana GP Fides - 2009 - 4e étape du Tour de León - Vuelta a Boyacá : - Classement général - 3e étape (contre-la-montre) - 2e du Tour de Colombie - 2e du Tour de León - 3e de la Subida a Urkiola - 2010 - 10e étape du Clásico RCN - Médaillé de bronze du contre-la-montre des championnats panaméricains - 3e du Clásico RCN - 2011 - 13e étape du Tour de Colombie (contre-la-montre) - Vuelta a Cundinamarca : - Classement général - 3e et 4e (contre-la-montre) étapes - 5e étape de la Vuelta a Boyacá - 8e étape du Tour du Costa Rica (contre-la-montre) - 2e du Tour du Costa Rica - 3e de la Clásica de Fusagasugá - 3e du Tour de Colombie - 2012 - 1re étape de la Clásica Internacional de Tulcán (es) - 3e étape de la Vuelta a Boyacá - 6e étape de la Vuelta al Mundo Maya - 2013 - 3e étape de la Clásica Internacional de Tulcán (es) - 11e étape du Tour de Colombie - 3e étape de la Vuelta a Boyacá (contre-la-montre) - Classement général du Tour de l'Équateur - 2e de la Vuelta a Boyacá - 3e de la Clásica de Fusagasugá - 3e de la Vuelta al Tolima | - 2014 - Vuelta a Cundinamarca : - Classement général - 4e étape (contre-la-montre) - 2e étape de la Clásica de Girardot - 2e étape de la Vuelta a Boyacá - 2016 - 1re étape de la Vuelta a Cundinamarca - 2e de la Vuelta a Cundinamarca - 2017 - 1re étape du Tour de Colombie (contre-la-montre par équipes) - 3e de la Vuelta a Boyacá - 2018 - 2e étape de la Vuelta al Tolima - Clásica de Anapoima : - Classement général - 3e étape - 9e étape du Tour de Colombie - 3e de la Vuelta al Tolima - 2019 - 4e étape de la Vuelta al Valle del Cauca - 3e de la Vuelta al Valle del Cauca - 2021 - 3e étape de la Clásica Nacional Marco Fidel Suárez (es) - 3e étape de la Clásica de Marinilla - 3e de la Clásica Nacional Marco Fidel Suárez (es) |

## Classements mondiaux
| Année            | 2006 | 2007 | 2008 | 2009 | 2010 | 2011 | 2012 | 2013 | 2014 | 2015 | 2016 |
| ---------------- | ---- | ---- | ---- | ---- | ---- | ---- | ---- | ---- | ---- | ---- | ---- |
| UCI America Tour | 203e | 80e  |      | 67e  | 153e |      | 41e  | 74e  | 216e |      | 588e |
| UCI Europe Tour  |      |      |      | 193e |      |      |      |      |      |      |      |